# Літургія протитанкових перешкод
«Літургія протитанкових перешкод» (англ. Liturgy of Anti-Tank Obstacles) — американо-український 12-хвилинний документальний експериментальний фільм режисера Дмитра Сухолиткого-Собчука 2022 року, про українців, які тимчасово змінили професію та хочуть бути корисними Україні під час війни з росією. Повернення до документалістики для режисера стало актом «служіння державі, створення контраргументів на перспективу».
Фільм профінансувано одним з найпопулярніших світових видань «The New Yorker», він є й правовласником на територій України та на світовому ринку.
Світова прем’єра відбулася 13 серпня 2022 року на «Sarajevo Film Festival» – стрічка відкрила документальну програму фестивалю. Далі робота взяла участь у понад 70 міжнародних фестивалях, серед яких IDFA, Toronto International Film Festival, американський кінофестиваль незалежного кіна «Sundance Film Festival», DOC NYC, New York’s documentary festival, Clermont-Ferrand ISFF.

## Сюжет
Фільм починається словами неопублікованої книжки Олександра Михеда.
Дія відбувається у художніх майстернях, де скульптори виготовляють протитанкові перешкоди. Мовчазні постаті українських діячів, янголів, козаків та множинні копії Ісуса Христа, подібні до теракотової армії, завмерли в очікуванні нових творінь. Майстри зварюють металеву оборону для Збройних Сил України.

## У ролях
- Роман Сова
- Сергій Данко
- Андрій Голдій

## Творча команда
- Режисер — Дмитро Сухолиткий-Собчук
- Сценарій — Дмитро Сухолиткий-Собчук
- Оператор — Дмитро Сухолиткий-Собчук, Андрій Лисецький, Костянтин Кляцкін, Денис Воронцов, Денис Токарев
- Режисер монтажу — Сергій Клепач
- Музика — хор Artos (диригент — Наталія Івашків)
- Звукорежисер — Марія Нестеренко
- Продюсер — Даніель Ломброзо
- Виконавчий продюсер — Су Чон Кан
- Лінійні продюсери — Дмитро Сухолиткий-Собчук, Олександра Сорохан
- Виробництво — «The New Yorker»

## Знімальний процес
Під час повномасштабного вторгнення, режисер Дмитро Сухолиткий-Собчук працював волонтером у Львові, при цьому продовжував знімати для проєкту «Вавилон'13», з якими мав спільні роботи з часів Революції гідності. Поміж інших сюжетів, дізнався й про скульпторів, які створюють в своїй майстерні противотанкові перешкоди за всіма вимогами Збройних сил України. Туди й прийшов задля кількох фотознімків та зняти невеличкий ролик для «Вавилон'13». Далі, за рекомендацією Дар'ї Басель («Docudays UA») заповнив аплікаційну форму, як згодом з'ясувалося, на конкурс від одного з найпопулярніших світових видань «The New Yorker» на підтримку українського проєкту.
На зйомки пішло півтора місяці, протягом яких треба було зафільмувати і просец виробництва протитанкових конструкцій, й місця іх кінцевого призначення, й те, як вони безпосередньо працюють. Роботи відбувалося у приміщення, де майстри ансамблеві елементи «Хресної ходи» для кількох сіл, які складаються з 13 стацій (зупинок на Хресній дорозі, що відображають сцени з життя Ісуса Христа). Загальна кількість виходила числом 39, одночасно розташовані в майстерні, подібно Теракотовій армії, образ якої й став для режисера відправним.
Звукова основа фільму – радійна – побудована з фрагментів радійних етерів, які з постійними новинамиз фронту стали невід’ємною частиною українців. Звучать повідомлення, які стосуються боїв за Азовсталь, причини війни. Новинні повідомлення вибудовуються в звукову доріжку фільму подібно літургії служби, яку веде священник. За структурою пасхальної літургії, в якій Ісус перемагає смерть, й вибудувано «Літургію протитанкових перешкод».
Акварельний плакат до фільму створили Андрій Сакун спільно із Анною Алпатієвою.

## Фестивальне життя
Світова прем'єра відбулася на фестивалі в Сараєво. Фільм Сухолиткого-Собчука став однією з шести робіт, якими Україна була представлена на XXVIII Міжнародному кінофестивалі «Sarajevo Film Festival» у Боснії і Герцеговині. Зокрема у конкурсі короткого метру також були представлені фільми «Крихка пам’ять» Ігоря Іванька, «Щоденник нареченої Христа» Марії Смеречинської, «Поки тут тихо» Новруза Хікмета та Олени Подолянко, «Аналогія простору» Олександра Хойсана. «Літургія протитанкових перешкод» відкрила документальну програму фестивалю 13 серпня 2022 року.
В ЗМІ, які висвітлюють кінофестивалі, про роботу говорять, як про «потужний документальний фільм, що досліджує поточну ситуацію в Україні», відмічають що «Не передаючи явного повідомлення, фільм розповідає про незламність та винахідливість українського опору».

## Нагороди та номінації
| Список нагород та номінацій | Список нагород та номінацій | Список нагород та номінацій                                                   | Список нагород та номінацій | Список нагород та номінацій | Список нагород та номінацій | Список нагород та номінацій |
| Рік                         | Країна                      | Кінофестиваль/Кінопремія                                                      | Категорія | Номінант(и)                 | Результат                   | Дж                          |
| --------------------------- | --------------------------- | ----------------------------------------------------------------------------- | --- | --------------------------- | --------------------------- | --------------------------- |
| 2022                        | Нідерланди                  | Pure Magic International Film Festival вересень                               | Best Documentary Short | Дмитро Сухолиткий-Собчук    | Перемога                    |                             |
| 2022                        | Австралія                   | Brisbane International Film Festival з 27 жовтня по 6 листопада               | Best International Short Film - In Competition (SHORTS: DOCUMENTARIES)                                                         | Дмитро Сухолиткий-Собчук    | Перемога                    |                             |
| 2022                        | США                         | DOC NYC, New York's documentary festival з 9 по 17 листопада                  | Short Film Awards / Special Mention                                                                                            | Дмитро Сухолиткий-Собчук    | Перемога                    |                             |
| 2022                        | Угорщина                    | Faludi International Film Festival And Photo Competition з 16 по 19 листопада | Documentary Film Category | Дмитро Сухолиткий-Собчук    | 2nd place                   |                             |
| 2023                        | Угорщина                    | Budapest Independent Film Festival з 9 по 10 лютого                           | Best Documentary Short | Дмитро Сухолиткий-Собчук    | Перемога                    |                             |
| 2023                        | Індія                       | Jammu Film Festival з 7 по 9 квітня                                           | Best Documentary | Дмитро Сухолиткий-Собчук    | Перемога                    |                             |
| 2023                        | Австрія                     | Intuition Earth Film Festival з 15 по 16 квітня                               | Best Documentary Short | Дмитро Сухолиткий-Собчук    | Перемога                    |                             |
| 2023                        | Японія                      | Meihodo International Youth Visual Media Festival з 20 по 28 квітня           | Documentary Film – Gold Award                                                                                                  | Дмитро Сухолиткий-Собчук    | Перемога                    |                             |
| 2023                        | Іспанія                     | Huesca International Film Festival з 9 по 17 червня                           | «Concurso Documental» competition. (qualify for Oscar)                                                                         | Дмитро Сухолиткий-Собчук    | Перемога                    |                             |
| 2023                        | Греція                      | Santorini Film Festival з 13 по 14 липня                                      | Best Short Documentary | Дмитро Сухолиткий-Собчук    | Перемога                    |                             |
| 2023                        | США                         | LA Documentary Film Festival липень                                           | Best Short Form Short Film | Дмитро Сухолиткий-Собчук    | Перемога                    |                             |
| 2023                        | Туреччина                   | Andromeda Film Festival з 24 по 30 серпня                                     | Da Vinci Special Section | Дмитро Сухолиткий-Собчук    | Перемога                    |                             |
| 2023                        | Туреччина                   | Andromeda Film Festival з 24 по 30 серпня                                     | Jury Special Award | Дмитро Сухолиткий-Собчук    | Перемога                    |                             |
| 2023                        | Туреччина                   | Andromeda Film Festival з 24 по 30 серпня                                     | Best Poster | Sakun, Anna Alpatieva       | Перемога                    |                             |
| 2023                        | США                         | Florida Shorts                                                                | International Documentary | Дмитро Сухолиткий-Собчук    | Перемога                    |                             |
| 2023                        | Україна                     | Ukrainian International Film Festival «BRUKIVKA» 8–16 вересня                 | Best film in the National Competition by the Union of the Ukrainian Film Critics                                               | Дмитро Сухолиткий-Собчук    | Перемога                    |                             |
| 2023                        | Україна                     | Ukrainian International Film Festival «BRUKIVKA» 8–16 вересня                 | Special jury mention of the National Competition: «For seeing beauty in details in the most tragic times, for faith and hope!» | Дмитро Сухолиткий-Собчук    | Перемога                    |                             |
| 2023                        | Португалія                  | Ciudad del Este Independent Film Festival 16–19 вересня                       | Best Documentary Short Film | Дмитро Сухолиткий-Собчук    | Перемога                    |                             |
| 2023                        | США                         | Nashville Film Festival 28 вересня – 4 жовтня                                 | Best Documentary Short (qualify for Oscar)                                                                                     | Дмитро Сухолиткий-Собчук    | Перемога                    |                             |
| 2023                        | Італія                      | Ardesio Film Festival «Sacrae Scenae» 13 – 15 жовтня                          | Special Mention | Дмитро Сухолиткий-Собчук    | Перемога                    |                             |

## Участь у фестивалях
- 2022:
  - 2–19 серпня — XXVIII Міжнародний кінофестиваль «Sarajevo Film Festival» (м. Сараєво,  Боснія і Герцеговина) – фільм-відкриття документальної програми фестивалю[1][2]
  - 8–18 вересня — Міжнародний кінофестиваль у Торонто (м. Торонто,  Канада) — програма «Short Cuts»)[11][12][13]
  - 22–23 вересня — EDUKINO Festival of Films Against War ( Польща)
  - 29 вересня – 8 жовтня — Filmfest Hamburg ( Німеччина)
  - 1–2 жовтня — Louth International Film Festival ( Ірландія)
  - 5–8 жовтня — AZYL Shorts – International Short Film Festival ( Словаччина)
  - 5–16 жовтня — Montreal Festival du nouveau cinéma ( Канада)
  - 6–16 жовтня — Doclisboa International Film Festival ( Португалія)
  - 6–23 жовтня — Central and Eastern European Film Festival ( Люксембург)
  - 12–16 жовтня — FECIS - Salto Independent Film Festival ( Уругвай)
  - 13–23 жовтня — Riga International Film Festival ( Латвія)
  - 17–23 жовтня — Festival International du Film de La Roche-sur-Yon ( Франція)
  - 26–30 жовтня — Ukrainian Film Festival Berlin ( Німеччина)
  - 27–28 жовтня — Abitibi-Témiscamingue International Film Festival ( Канада)
  - 9–20 листопада — International Documentary Filmfestival Amsterdam ( Нідерланди)
  - 11–13 листопада — XIX Мандрівний фестиваль документального кіно про права людини «Docudays UA» (Львівська область,  Україна) — у програмі фестивального вікенду «Надзвичайний стан»[14][15][16]
  - 11–15 листопада — Black Cat Award International Film Festival ( Болівія)
  - 11–18 листопада — ZINEBI64 - International Festival of Documentary and Short Film of Bilbao ( Іспанія)
  - 17–22 листопада — Kyiv International Short Film Festival ( Україна)
  - 19–23 листопада — International Erzincan Short Film Festival ( Туреччина)
  - 23–25 листопада — Mriya International Film Festival ( Бельгія)
  - 23–27 листопада — Ekurhuleni International Film Festival-EIFF 22 (Південна Африка)
  - 1–7 грудня — Національний конкурс Київського міжнародного кінофестивалю «Молодість» ( Україна)[4]
  - 7–11 грудня — ŻUBROFFKA International Short Film Festival Białystok ( Польща)
  - 14–17 грудня — Intima Lente Film Festival ( Італія)
  - 15–18 грудня — Wiz-Art Film Festival ( Україна)

- 2023:
  - 18–24 січня — Vilnius International Short Film Festival ( Латвія)
  - 19–29 січня — Національний американський кінофестиваль незалежного кіна «Санденс» (Парк-Сіті, штат Юта, ( США)[17][18]
  - 20–28 січня — FIPADOC ( Франція)
  - 20–29 січня — Flickerfest International Short Film Festival ( Австралія)
  - 21–28 січня — Trieste Film Festival ( Італія)
  - 24 січня – 4 лютого — XLV Clermont-Ferrand International Short Film Festival[en] (м. Клермон-Ферран,  Франція)[19]
  - 17–26 лютого — Big Sky Documentary Film Festival ( США)
  - 24 лютого — Melbourne Short Film Festival ( Австралія)
  - 28 лютого – 4 березня — Film O’Clock International Festival ( Україна)
  - 2–12 березня — Thessaloniki Documentary Festival ( Греція)
  - 10–11 березня — Mile High Human & Civil Rights Pop-Up Film Festival ( США)
  - 15–19 березня — International Film Festival Febiofest Bratislava ( Словаччина)
  - 17–26 березня — Fribourg International Film Festival ( Швейцарія)
  - 22–26 березня — Glasgow Short Film Festival ( Велика Британія)
  - 22–26 березня — Sonoma International Film Festival ( США)[20]
  - 24 березня – 1 квітня — Movies That Matter Film Festival ( Нідерланди)
  - 27 березня – 1 квітня — Music & Cinema – Festival International du Film à Marseille ( Франція)
  - 29 березня – 2 квітня — ACT Human Rights Film Festival ( США)
  - 30 березня – 10 квітня — Гонконзький міжнародний кінофестиваль (Гонконг)
  - 26–30 квітня — Freep Film Festival ( США)
  - 11–14 травня — Short Encounters International Film Festival ( Греція)
  - 26–28 травня — Pune Short Film Festival (Індія)
  - 1–7 червня — Friss Hús Budapest International Short Film Festival (Угорщина)
  - 6–26 травня — Short Shorts Film Festival & Asia (Японія)
  - 7–10 червня — Adriatic Film Festival ( Італія)
  - 7–11 червня — The Norwegian Short Film Festival (Норвегія)
  - 20–26 червня — Palm Springs International Festival of Short Films[en] (м. Палм-Спрінгз, Каліфорнія,  США)[21][22]
  - 23–25 червня — Nevada City Film Festival ( США)
  - 23–25 червня — EuropeNow Film Festival ( Велика Британія)
  - червень — Кінофестиваль «Huesca International Film Festival» ( Іспанія) — Головний приз документального конкурсу[5]
  - 2–8 липня — Freedom Film Festival ( Польща)
  - 2–14 липня — Psarokokalo International Short Film Festival ( Греція)
  - 31 липня — Sydney Indie Short Festival ( Австралія)
  - 2–6 серпня — Inventa a Film Festival ( Італія)
  - 28 серпня – 2 вересня — Odense International Film Festival ( Данія)
  - 2 вересня —  ANTI-Festival «Svoymy Slovamy» ( Україна)
  - 8–16 вересня — Ukrainian International Film Festival «BRUKIVKA» ( Україна)
  - 14–21 вересня — DMZ International Documentary Film Festival ( Південна Корея)
  - 16–19 вересня — Ciudad del Este Independent Film Festival ( Португалія)
  - 27 вересня — Hong Kong Indie Film Festival ( Гонконг)
  - 27–30 вересня — Golden Grape Short Film Festival ( Грузія)
  - 27 вересня – 1 жовтня — Crested Butte Film Festival ( США)
  - 28 вересня – 4 жовтня — Nashville Film Festival[en] ( США)[23]
  - 6–14 жовтня — Hot Springs Documentary Film Festival ( США)
  - 7–15 жовтня — Sedicicorto Forlì International Film Festival ( Італія)
  - 11–15 жовтня — Filmfest Sundsvall ( Швеція)
  - 12–22 жовтня — NHdocs: the New Haven Documentary Film Festival ( США)
  - 20–29 жовтня — FILMETS Badalona Film Festival ( Іспанія)
  - 24–29 жовтня — Bardak Film Fest ( Україна)
  - 31 жовтня — TMFF - The Monthly Film Festival ( Велика Британія)
  - 3–4 листопада — XXIV International Short Film Festival ( США)
  - 8–12 листопада — We Make Movies International Film Festival ( США)
  - 24–26 листопада — XXX festival de films courts «COURT, C'EST COURT» ( Франція)
  - 24–26 листопада — Kettupäivät Social Cinema Film Festival ( Фінляндія)